# Appennino pratese
Appennino pratese este o arie protejată (arie specială de conservare — SAC, sit de importanță comunitară — SCI) din Italia întinsă pe o suprafață de 4.191 ha, integral pe uscat.

## Localizare
Centrul sitului Appennino pratese este situat la coordonatele 43°58′52″N 11°04′47″E / 43.9812°N 11.079715°E.

## Înființare
Situl Appennino pratese a fost declarat sit de importanță comunitară în octombrie 2010 pentru a proteja 22 de specii de animale. Situl a fost protejat și ca arie specială de conservare în mai 2016.

## Biodiversitate
Situată în ecoregiunea continentală, aria protejată conține 13 habitate naturale: Pajiști uscate seminaturale și facies de acoperire cu tufișuri pe substraturi calcaroase (Festuco-Brometalia) (* situri importante pentru orhidee), Păduri de Castanea sativa, Păduri pe pante, grohotișuri și ravene de Tilio-Acerion, Păduri de fag Luzulo-Fagetum, Fânețe de joasă altitudine (Alopecurus pratensis, Sanguisorba officinalis), Pajiști uscate europene, Râuri cu maluri nămoloase cu vegetație de Chenopodion rubri p.p. și Bidention p.p., Formațiuni de Juniperus communis pe lande sau pajiști calcaroase, Păduri aluvionare cu Alnus glutinosa și Fraxinus excelsior (Alno-Padion, Alnion incanae, Salicion albae), Galerii de Salix alba și de Populus alba, Râuri de munte și vegetația lor lemnoasă cu Salix elaeagnos, Păduri de fag din Apenini cu Taxus și Ilex, Pajiști carstice calcaroase sau bazofile, de Alysso-Sedion albi.
La baza desemnării sitului se află mai multe specii protejate:
- păsări (15): caprimulg (Caprimulgus europaeus), mierla de apă (Cinclus cinclus), ciocănitoare pestriță mare (Dendrocopos major), Dryobates minor, presură de munte (Emberiza cia), vânturel roșu (Falco tinnunculus), capîntortură (Jynx torquilla), sfrâncioc roșiatic (Lanius collurio), ciocârlie de pădure (Lullula arborea), viespar (Pernis apivorus), codroșul de pădure (Phoenicurus phoenicurus), ciocănitoarea verde (Picus viridis), Ptyonoprogne rupestris, mugurarul (Pyrrhula pyrrhula), țiclete (Sitta europaea)
- amfibieni (1): Salamandrina terdigitata
- mamifere (2): lupul (Canis lupus), liliacul mic cu potcoavă (Rhinolophus hipposideros)
- nevertebrate (1): Austropotamobius pallipes
- pești (3): zglăvoacă (Cottus gobio), Padogobius nigricans, Telestes muticellus

Pe lângă speciile protejate, pe teritoriul sitului au mai fost identificate 26 de specii de plante, 1 specie de păsări, 3 specii de amfibieni, 8 specii de mamifere, 3 specii de nevertebrate.